# Helmut Tervooren
Helmut Tervooren (né le 7 janvier 1935 à Issum et mort le 29 juin 2023) est un germaniste et médiéviste allemand .

## Biographie
Helmut Tervooren commence sa carrière universitaire à l'Université rhénane Frédéric-Guillaume de Bonn. Il est ensuite professeur à l'Université de Duisbourg. En tant qu'éditeur, auteur, rédacteur et collaborateur, il contribue à des études littéraires et à des projets interdisciplinaires. Ses domaines de recherche comprennent la littérature allemande du Moyen Âge, des origines à 1500, l'histoire de la langue allemande, la poésie médiévale, la codicologie, la critique textuelle et la métrique, mais surtout l'histoire linguistique et littéraire du Bas-Rhin. Il est coéditeur de la Zeitschrift für deutsche Philologie (de) et membre fondateur de l'Institut d'histoire culturelle et de développement régional du Bas-Rhin (de) (InKuR) de l'Université de Duisbourg-Essen. Il réside récemment à Meckenheim, près de Bonn

## Travaux (sélection)
- comme éditeur avec Johannes Spicker: Die Begegnung der drei Lebenden und der drei Toten. Eine Edition nach der maasländischen und ripuarischen Überlieferung (= Texte des späten Mittelalters und der frühen Neuzeit. 47). Schmidt, Berlin 2011,  (ISBN 978-3-503-12205-9).
- Van der Masen tot op den Rijn. Ein Handbuch zur Geschichte der mittelalterlichen volkssprachlichen Literatur im Raum von Rhein und Maas (= Veröffentlichungen des Historischen Vereins für Geldern und Umgegend. 105). Verlag des Historischen Vereins für Geldern und Umgebung, Geldern 2005,  (ISBN 3-921760-41-0) (Auch: Schmidt, Berlin 2006, ISBN 3-503-07958-0).
- comme éditeur avec Jens Haustein (de): Regionale Literaturgeschichtsschreibung. Aufgaben, Analysen und Perspektiven (= Zeitschrift für deutsche Philologie (de). Sonderh.). Schmidt, Berlin 2003,  (ISBN 3-503-06197-5).
- Schoeniu wort mit süezeme sange. Philologische Schriften (= Philologische Studien und Quellen. 159). Schmidt, Berlin 2000,  (ISBN 3-503-04953-3).
- Sangspruchdichtung (= Sammlung Metzler. Bd. 293). Metzler, Stuttgart u. a. 1995,  (ISBN 3-476-10293-9) (2., durchgesehene Auflage. ebenda 2001, ISBN 3-476-12293-X).
- comme éditeur : Gedichte und Interpretationen. Mittelalter (= Reclams Universal-Bibliothek. Nr. 8864). Reclam, Stuttgart 1993,  (ISBN 3-15-008864-X).
- Reinmar-Studien. Ein Kommentar zu den „unechten“ Liedern Reinmars des Alten Hirzel, Stuttgart 1991,  (ISBN 3-7776-0480-1).
- Minimalmetrik. Zur Arbeit mit mittelhochdeutschen Texten (= Göppinger Arbeiten zur Germanistik (de). 285). Kümmerle, Göppingen 1979,  (ISBN 3-87452-460-4).
- comme éditeur : Heinrich von Morungen: Lieder (= Reclams Universal-Bibliothek (de). Nr. 9797). Reclam, Stuttgart 1975,  (ISBN 3-15-009797-5) (Mehrere Ausgaben).
- comme éditeur avec Ulrich Müller (de): Die Jenaer Liederhandschrift (= Litterae. Göppinger Beiträge zur Textgeschichte. 10). Mit einem Anhang: Die Basler und Wolfenbüttler Fragmente. In Abbildung herausgegeben. Kümmerle, Göppingen 1972,  (ISBN 3-87452-139-7).
- Bibliographie zum Minnesang und zu den Dichtern aus „Des Minnesangs Frühling“ (= Bibliographien zur deutschen Literatur des Mittelalters. 3,  (ISSN 0523-2767)). Schmidt, Berlin 1969.
- Einzelstrophe oder Strophenbindung? Untersuchungen zur Lyrik der Jenaer Handschrift. Bonn 1966, (Bonn, Universität, Dissertation, vom 27. Juli 1966).